# Honduras
Honduras, plným názvem Honduraská republika, je stát ve Střední Americe. Jeho sousedy jsou Guatemala na severozápadě, Salvador na jihozápadě a Nikaragua na jihu. Jihozápadní výběžek země je omýván vodami Pacifiku, z druhé strany má Honduras dlouhé pobřeží s Atlantským oceánem. Administrativně se stát skládá z 18 departementů. V Hondurasu stále panuje neklidná politická situace. Pro průmysl je mimo jiné důležité zpracování mahagonového dřeva.

## Název
Jméno Honduras, jež zemi dali Španělé, znamená ve španělštině hluboký záliv. Vychází z podoby zálivu u města Trujillo, které bylo prvním hlavním městem v Hondurasu. Je však možné, že název pochází z citátu Kryštofa Kolumba „Gracias a Dios que hemos salido de estas honduras!“ (česky Díky bohu, že jsme unikli z těch zrádných hlubin!), který Kolumbus pronesl poté, co přistál během tropické bouře na výběžku, jenž byl podle toho pak pojmenován Gracias a Dios.
Aztékové jej ovšem nazývali v jazyce Nahuatl Zollan – Lugar de codornices – Místo křepelek a v nahuatlu se tento název dodnes používá.[zdroj⁠?!] Jméno pro křepelku – codorniz – převzali Aztékové z jazyka Pipil, příbuznému Nahuatlu, kde má podobu sula (v Pipil) a zolli(v Nahuatlu).[zdroj⁠?!] Jazykem Pipil se hovoří na území dnešního El Salvadoru, který s Hondurasem sousedí na jihozápadě.

## Dějiny
V západní části Hondurasu nedaleko hranice s Guatemalou se nacházelo v předkolumbovské době město Copán, které bylo jedním z center Mayské kultury. Město pocházelo z doby přelomu letopočtu, což ukazuje na staré osídlení oblasti a na vysoký stupeň civilizace v oblasti.
Pro západní civilizaci byla země objevena Kryštofem Kolumbem, který spatřil břehy Hondurasu v roce 1502 během jedné ze svých objevitelských cest. Po španělském objevení oblasti se země brzy stala součástí španělského impéria jako součást generálního kapitanátu Guatemala.
Honduras vyhlásil nezávislost na Španělsku 15. září 1821. O rok později byl vzniklý stát podroben Mexikem. Mezi roku 1823 a 1839 byl součástí Spojených středoamerických provincií. Během 19. století proběhlo několik dalších nepříliš úspěšných pokusů o vytvoření federace středoamerických států.
Po získání nezávislosti se Honduras dostal pod vliv amerických společností jako United Fruit Company, byl řazen mezi „banánové republiky“. V roce 1969 vyvrcholilo dlouhodobé napětí mezi Hondurasem a Salvadorem v několikadenní Fotbalové válce.
V 80. letech do země uprchlo mnoho válečných uprchlíků ze Salvadoru a Nikaragui, kteří utíkali před salvadorskou občanskou válkou resp. nikaragujskou revolucí.
V roce 1998 zemi těžce postihl hurikán Mitch.
V roce 2009 došlo k převratu, při kterém byl armádou svržen prezident Manuel Zelaya, který se snažil prosadit referendum o změně ústavy, povolující mu se znovu ucházet o post prezidenta v nadcházejících volbách. Novým prezidentem se de facto stal tehdejší předseda parlamentu (prezident Národního Kongresu), Roberto Micheletti.
V prezidentských volbách 29. listopadu 2009 zvítězil kandidát opoziční Národní strany Hondurasu Porfirio Lobo Sosa, který získal více hlasů (56 %) než vládní kandidát Liberální strany Hondurasu Elvin Ernesto Santos Ordóñez. Do úřadu nastoupil na konci ledna 2010. V červnu 2009 svržený prezident José Manuel Zelaya Rosales výsledky voleb odmítá, společně s ním výsledky voleb též neuznala Venezuela, Argentina a Brazílie.

## Státní symboly

### Vlajka
Honduraská vlajka je tvořena listem o poměru stran 1:2 se třemi vodorovnými pruhy, krajní jsou modré, prostřední bíly. Uprostřed, v bílem pruhu je pět modrých hvězd, sestavených do tvaru písmene X.

### Znak
Honduraský státní znak je tvořen oválným štítem, ve kterém je zobrazena pod modro-bílou oblohou bílo-hnědá pyramida, vystupující z modrých vod. Před ní je vulkán (přirozených barev) s dvěma červeno-hnědými hrady po stranách, nad vulkánem obloha s duhou a vycházejícím, rudým, zářivým sluncem. Oválný štít je lemován textem REPUBLICA DE HONDURAS, LIBRE, SOBERANA E INDEPENDIENTE (česky Republika Honduras, svobodná, suverénní a nezávislá) a 15 DE SEPTIEMBRE 1821 (česky 15. září 1821). Nad štítem je umístěn toulec plný barevných šípů, na který jsou připevněny dva rohy hojnosti plné ovoce a květů. Pod štítem je vyobrazena krajina se dvěma skupinami stromů (na heraldicky pravé straně jehličnaté a nalevo listnaté). Napravo pod stromy jsou dva vstupy do dolů, uprostřed pod štítem několik pracovních nástrojů.

## Geografie
Více než 65 % povrchu země má horský charakter s průměrnou nadmořskou výškou 1000 m. Pohoří se směrem ke karibskému pobřeží na severu země snižuje a přechází do nížinných údolí (např. Valle de Sula, kde se nachází město San Pedro Sula a další města, která spolu vytvářejí důležitou aglomeraci a představují průmyslové centrum státu). Území Hondurasu je ze 46 % pokryto lesními porosty, zemědělská půda zaujímá 15 % rozlohy státu. V zemi se nachází 91 chráněných území (rok 2014) o souhrnné rozloze více než 40 000 km².
Honduras má přístup k dvěma světovým oceánům – Tichý oceán se dotýká honduraského pobřeží na jihu země zálivem Fonseca, Atlantik u honduraského pobřeží vybíhá do Honduraského zálivu. Významnější řeky odvádějící vodu do Atlantiku jsou Coco, Patuca a Ulúa, do Pacifiku se vlévá např. řeka Choluteca. Největší přírodní jezero v zemi je Yojoa.
K Hondurasu patří několik menších ostrovů. Jedná se zejména o souostroví Islas de la Bahía (česky Ostrovy zálivu) s ostrovy Roatán, Utila a Guanaja. Na ostrově Roatán vznikla z iniciativy brněnského podnikatele Jiřího Černého malá československá komunita.

## Hospodářství
Honduras patří k chudším státům Latinské Ameriky. HDP počítaný v paritě kupní síly na obyvatele v roce 2018 dosáhl hodnoty 5 138 mezinárodních dolarů. Honduras je členským státem DR-CAFTA. Většinu honduraského exportu tvoří zemědělské produkty – káva, mořské plody, palmový olej a banány. Dalším významným vývozním artiklem jsou izolované vodiče a kabely.

## Členství v mezistátních organizacích
Honduras je členem několika globálních organizací, např. Organizace pro výživu a zemědělství, Organizace spojených národů, UNESCO nebo Světová obchodní organizace. Zároveň je členem regionálních organizací působících na americkém kontinentu jako např. Společenství latinskoamerických a karibských států, Latinskoamerický hospodářský systém, Sdružení karibských států, Středoamerický integrační systém, Organizace amerických států, Petrocaribe.

## Demografie Hondurasu
Obyvatelstvo se skládá zejména z mesticů a indiánů. Toto složení obyvatelstva výrazně přispívá k politické nestabilitě v zemi.

## Kultura

### Kuchyně

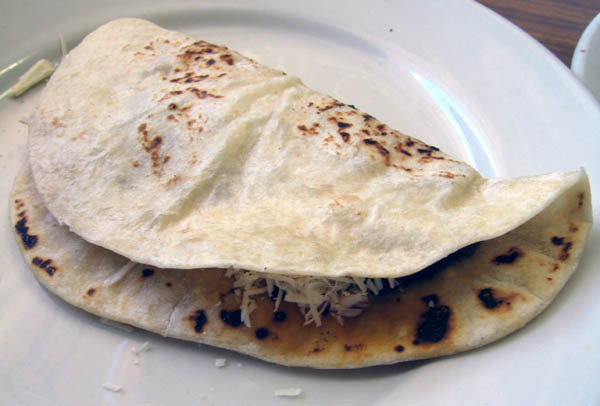
Baleada

Honduraská kuchyně je kombinací španělské kuchyně, africké kuchyně, karibské kuchyně, kuchyně mezoamerických Indiánů a v menší míře také kuchyně Garifunů. Mezi základní suroviny honduraské kuchyně patří fazole, rýže, plantainy, tropické ovoce, kokos, chilli, tortilly, maniok, maso (hovězí, kuřecí, vepřové) a také ryby a mořské plody (především v přímořských oblastech). Mezi typické polévky patří fazolová, sopa de Mondongo (dršťková) nebo sopa de caracol (mušlová). Specialitou Garifunů a Islas de la Bahía je polévka z dušené ryby, kokosového mléka a mořských plodů zvaná tapado. K oblíbeným pouličním pochoutkám patří Baleada, neboli plněná tortilla. Častá je i ale jiná verze plněné tortilly, známá i z jiných zemí, a to enchilada. Rychlým občerstvením může být i tamales, plněná kukuřičná hmota podávaná v banánovém listě. Za národní pokrm lze považovat – jak už název ostatně napovídá – plato típico (v překladu "typický pokrm"), což je steak podávaný s plantainovými chipsy, zelím, fazolemi, smetanou a tortillou. Je to jakási obdoba mexické carnedy. Fazole také často slouží jako hlavní jídlo, například ve formě zvané anafre, což značí dušené černé fazole se sýrem, podávané s kousky smažené tortilly. K oblíbeným nealkoholickým nápojům patří místní specialita zvaná aqua fresca, z alkoholických se pije pivo či místní rum.

### Sport
Honduraská fotbalová reprezentace se třikrát zúčastnila světového šampionátu (1982, 2010, 2014), vždy ztroskotala v základní skupině. Jejím největším úspěchem je vítězství na Zlatém poháru CONCACAF (Mistrovství Severní, Střední Ameriky a Karibiku) v roce 1981 a bronzová medaile na turnaji Copa América (Mistrovství Jižní Ameriky) v roce 2001. Šlo o nečekaný úspěch při prvním a dosud jediném startu Hondurasu v této soutěži.